# لويز أستون
لويز أستون (بالألمانية: Louise Aston)‏ هي مؤلفة وكاتِبة ألمانية، ولدت في 26 نوفمبر 1814 في غرونينغن في ألمانيا، وتوفيت في 21 ديسمبر 1871 في فانغن إم آلغوي في ألمانيا.